# George Kruger Gray
George Edward Kruger Gray, geborener George Edward Kruger (* 25. Dezember 1880 in London; † 2. Mai 1943 in Chichester, West Sussex) war ein britischer Künstler, Medailleur und Designer.

## Leben
Kruger Gray war ein Sohn des Kaufmanns Edwin Charles Kruger aus St. Heliers und dessen Frau Frances Hester (geborene Harris). Er besuchte zunächst die Merchant Taylors’ School in Great Crosby. Hier kam es 1893 zu einem tragischen Unfall, als er mit seinem Bruder Norman und einem anderen Jungen im Meer schwamm, bei dem er der einzige Überlebende war. Er besuchte die Bath School of Art und studierte anschließend mit einem Stipendium bei William Richard Lethaby Landschafts- und Porträtmalerei, sowie Design und kirchliche Glasmalerei, inklusive der Anfertigung von Altarbildern, Kriegsdenkmälern, Sigeln und heraldischen Werken, am Royal College of Art in London, das er mit dem Diplom in Design abschloss. Seine Werke stellte er in der Royal Academy of Arts und in der New Gallery in London, aber auch in Gent oder Paris aus. Er war 1829 der Designer des Colliers des Order of the British Empire, sowie der Münzen, die zu Beginn der neuen Herrschaft geprägt wurden.
Im Ersten Weltkrieg war er zunächst den Artists Rifles zugeteilt und diente anschließend in der Tarnsektion der Royal Engineers. Militäranlagen wurden mit künstlerischen Mitteln getarnt und potempkinsche Anlagen errichtet.
1918 heiratete er Audrey Gordon Gray, die Tochter des John Henry Gray (1823–1890), des Erzbischofs von Hongkong und änderte dabei seinen Namen in George Edward Kruger Gray. Nach dem Krieg setzte er seine künstlerische Laufbahn fort: 1923 wurden seine numismatischen Arbeiten in der Royal Academy of Arts ausgestellt und brachten ihm große Anerkennung und weitere Aufträge zum Design britischer Münzen. In den frühen 1920er Jahren wurden seine Entwürfe von der Royal Mint für die südafrikanische Münzprägung ausgewählt und er wandte sich mehr der dekorativen Arbeit zu.
1938 wurde Kruger Gray als Commander of the Most Excellent Order of the British Empire (CBE) ausgezeichnet.

## Werke (Auswahl)

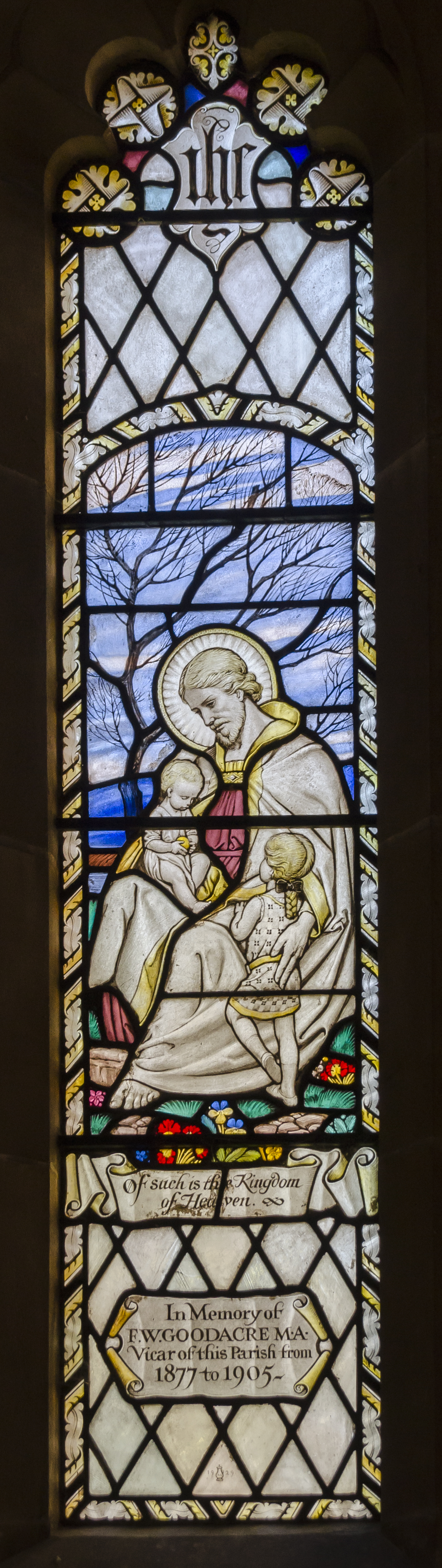
Buntglasfenster

Kruger Gray war nicht spezialisiert auf den Entwurf von Münzen und Medaillen. Er fertigte auch Buchillustrationen, Cartoons, Poster, und entwarf Buntglasfenster für Paläste, Universitäten und Kirchen.
- Er designte in der Regierungszeit von Georg V. und Georg VI. eine Vielzahl von Medaillen und Münzen für das britische Commonwealth.
- Die erste 1-Shilling-Münze 1933 von Neuseeland.
- Prozessionskreuz des Erzbischofs von Wales
- Design für zwei silberne Parlamentszepter für das Ulster Parlament (Silberarbeiten von Sidney Wiseman).
- Entwurf für das Wappen Südafrikas von 1933 (englisch embellished coat of arms)[3] (Bildlink)

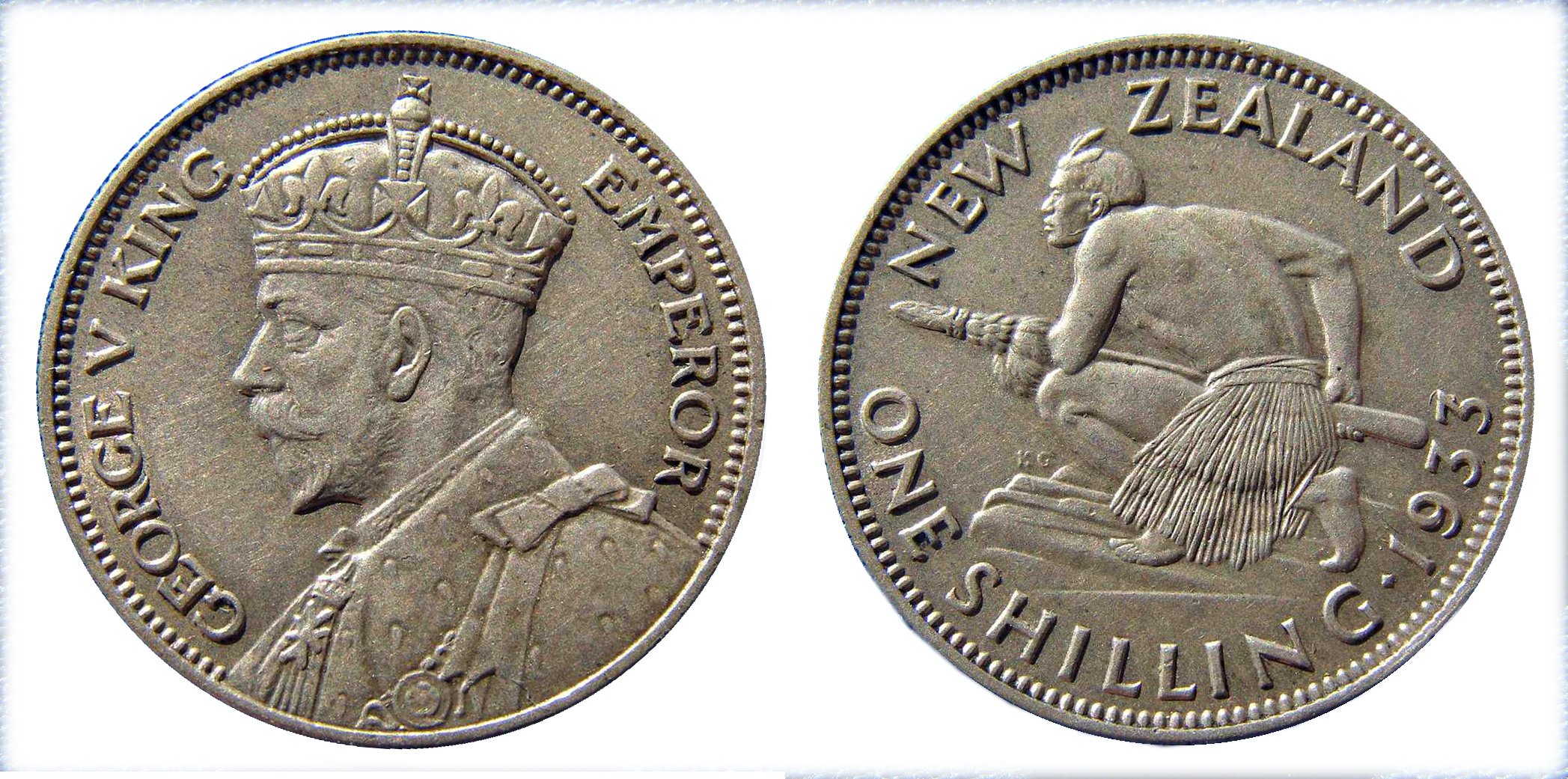
Maori mit Taiha-Waffe n.l.
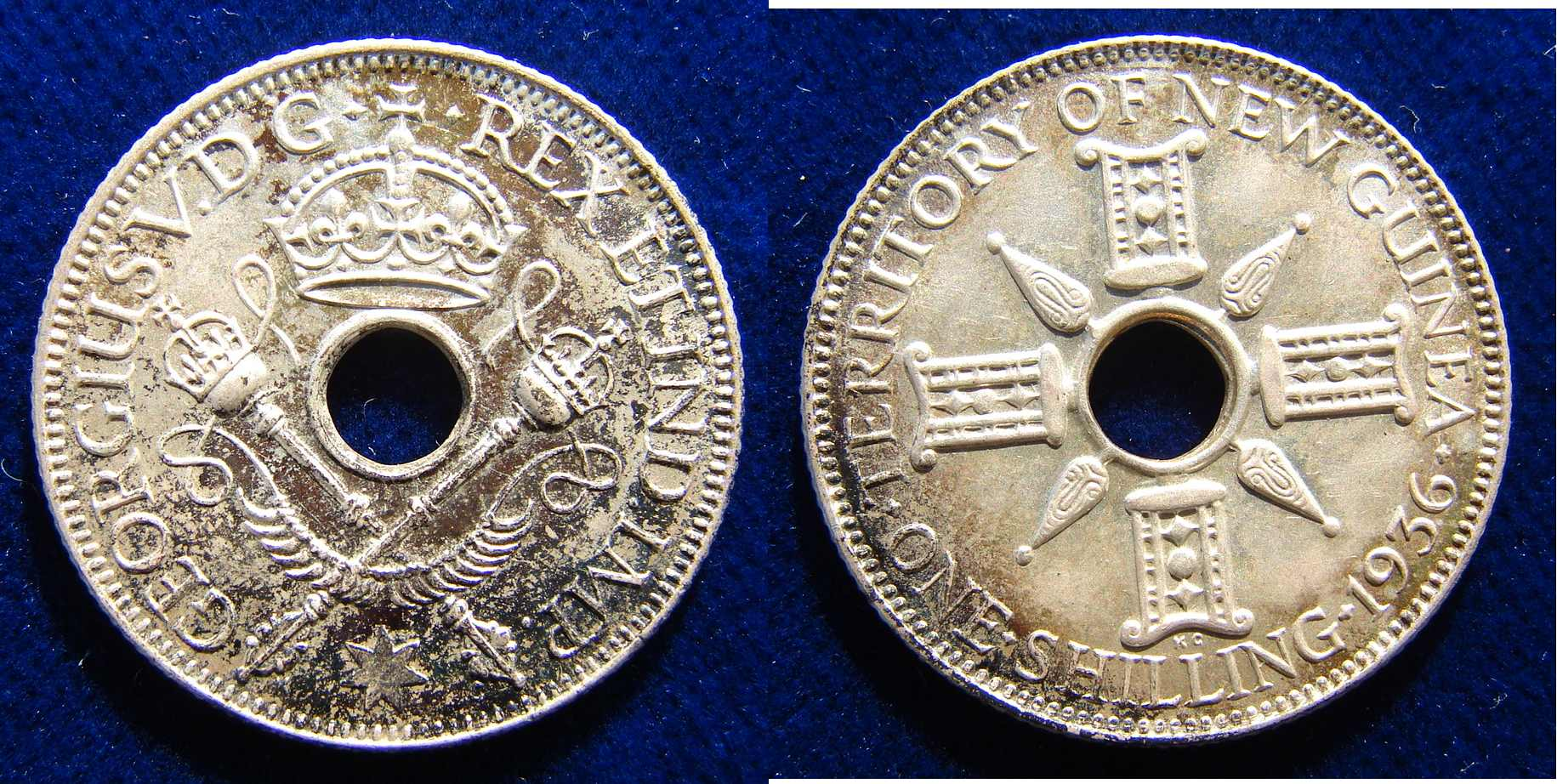
Australisch Neu Guinea 1936. Der Shilling von George Kruger Gray